# Mannunsaari (ö i Mellersta Finland)
Mannunsaari är en ö i Finland. Den ligger i sjön Kuusvesi och i kommunen Laukas i den ekonomiska regionen  Jyväskylä ekonomiska region  och landskapet Mellersta Finland, i den centrala delen av landet, 260 km norr om huvudstaden Helsingfors. Öns area är 0,7 hektar och dess största längd är 110 meter i sydväst-nordöstlig riktning.